# Burg Fürstenberg (Höingen)
Die Burg Fürstenberg, auch als kurkölnische Landesburg genannt, ist die Ruine einer Burg über der Ruhr, nördlich unmittelbar gegenüber von Neheim-Bergheim (Arnsberg, Hochsauerlandkreis), jedoch auf der Gemarkung des im Nordosten jenseits des Bergs gelegenen Höingen der Gemeinde Ense im Kreis Soest in Nordrhein-Westfalen.

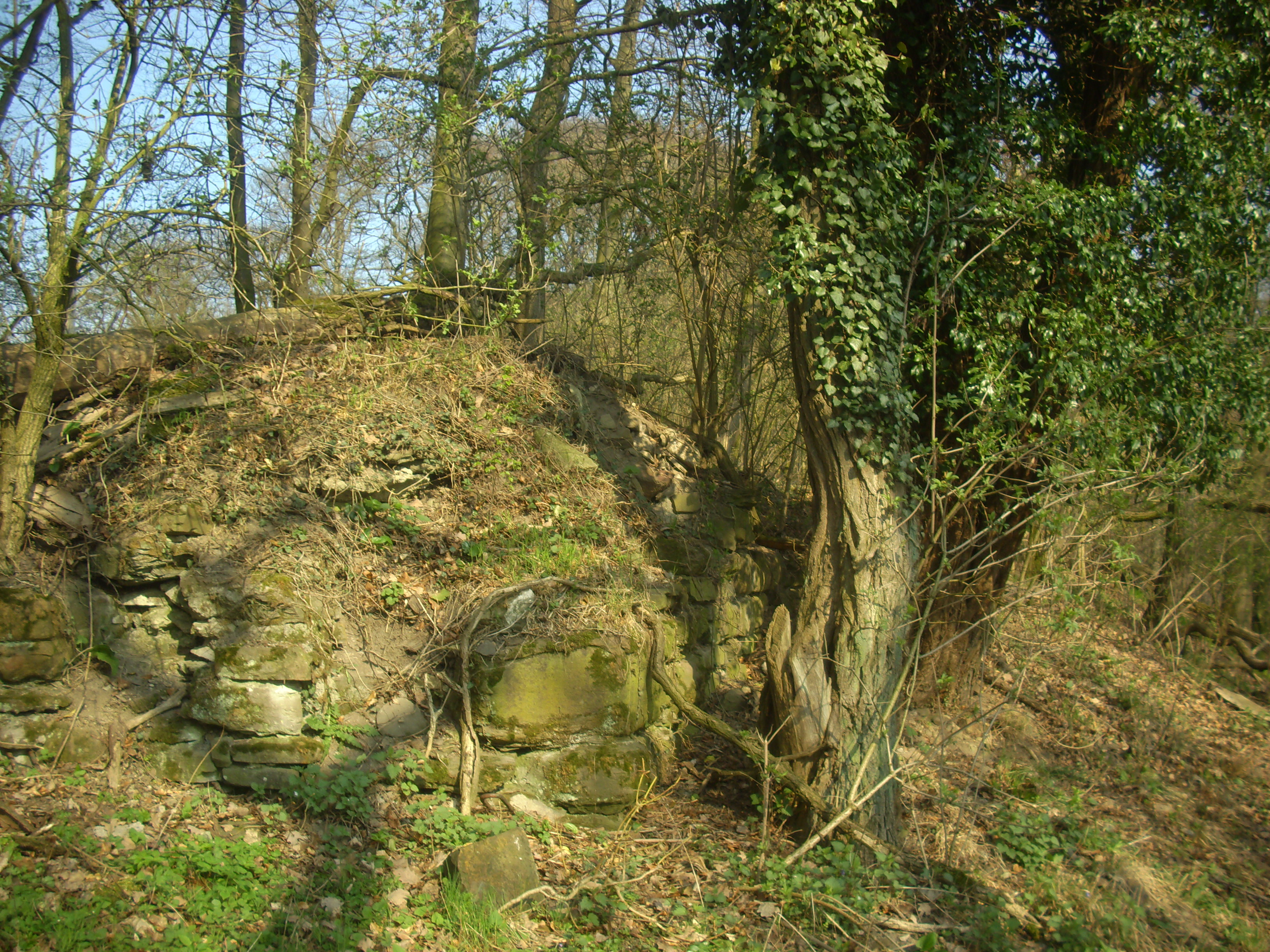
Mauerreste auf dem „Richters Köpfchen“

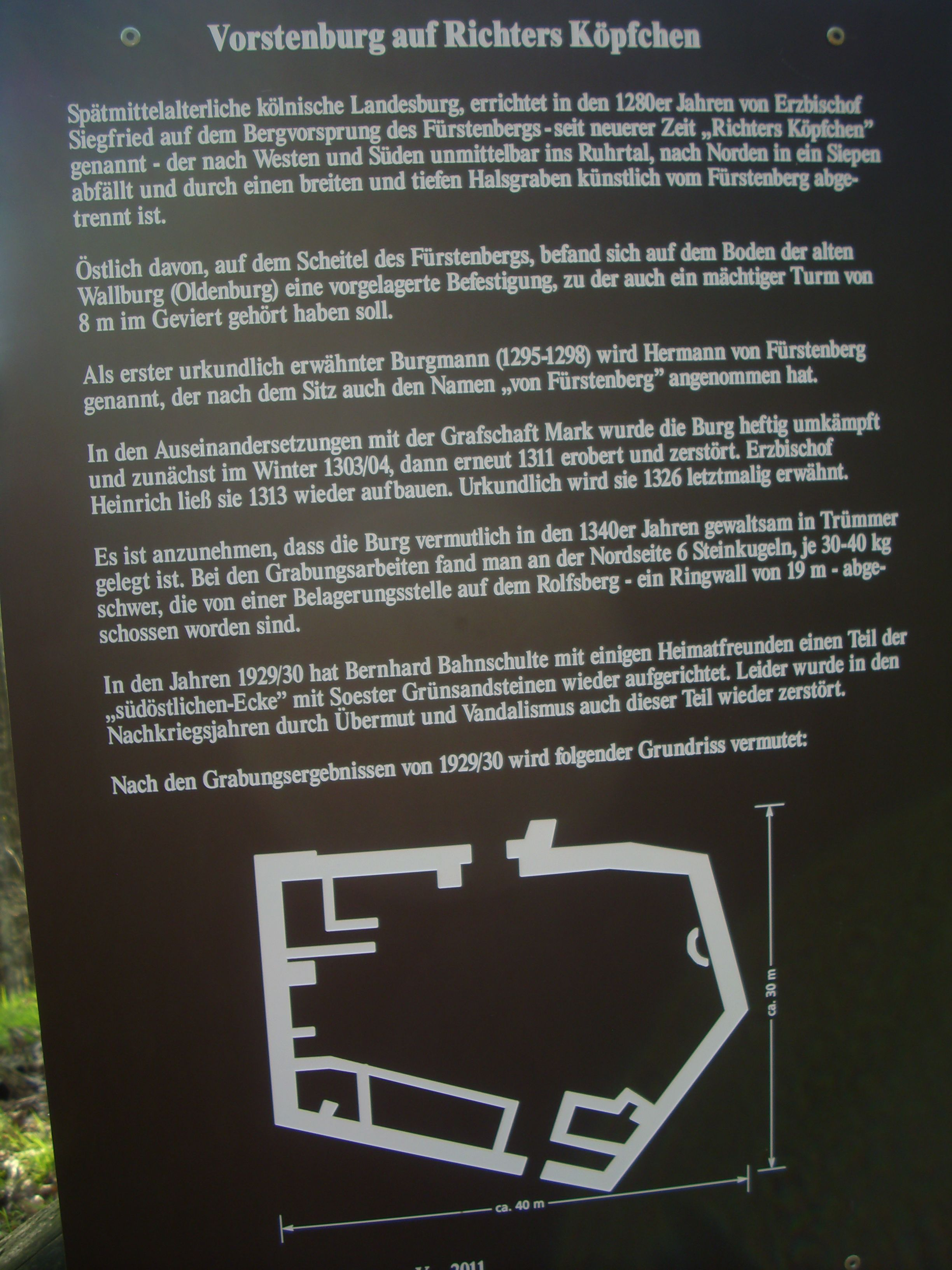
Hinweistafel am „Richters Köpfchen“

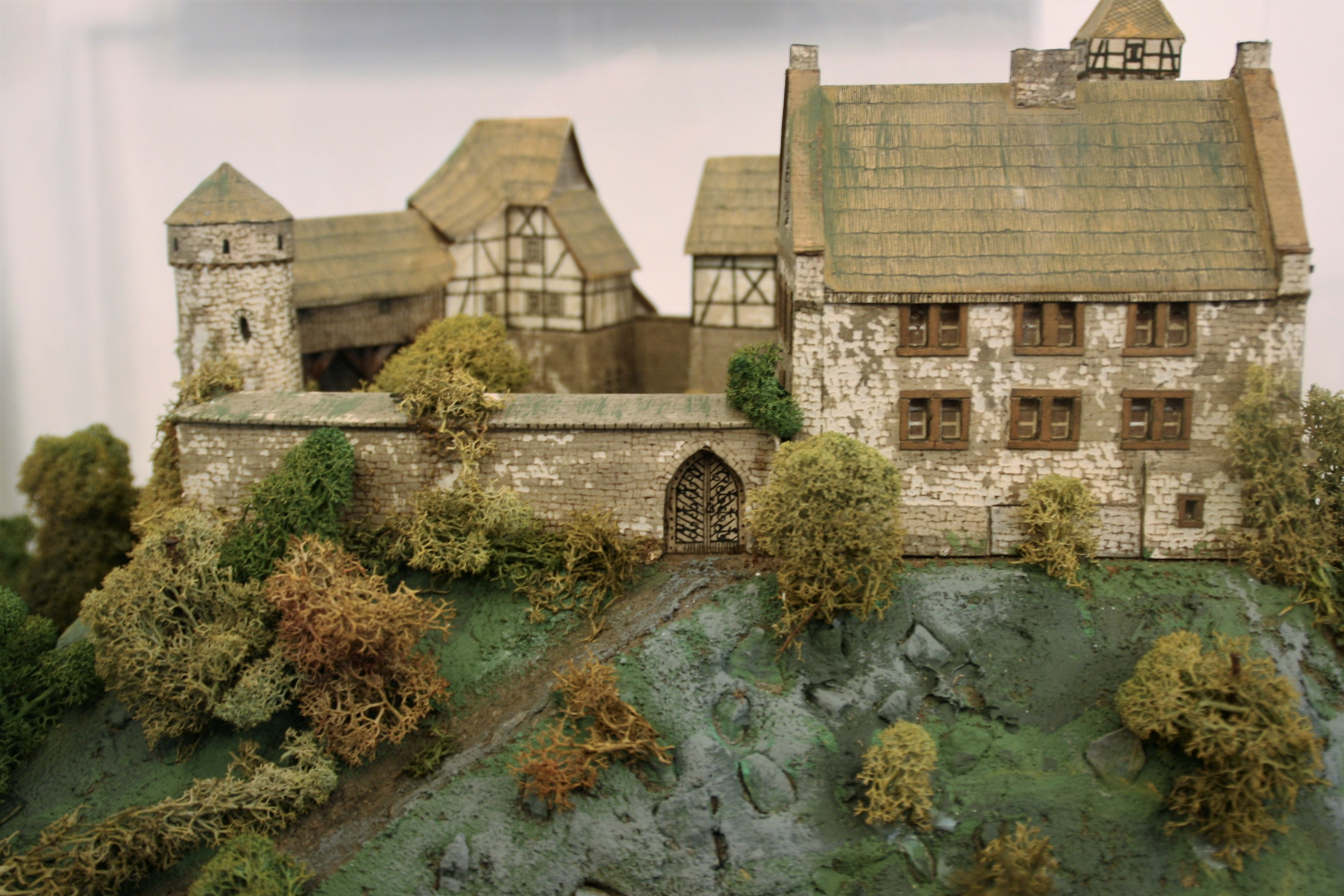
Modell der Burg im Fresekenhof (Neheim-Hüsten)

## Lage
Die Ruine der Höhenburg liegt auf dem Fürstenberg oberhalb von Höingen. Sie zählte zum Herzogtum Westfalen und war strategisch wichtig an der Grenze zur Grafschaft Arnsberg gelegen. Die Hauptburg lag auf „Richters Köpfchen“, die Vorburg weiter entfernt auf dem Platz der heutigen Kapelle. Ein Stück weit entfernt nordwestlich entstand später die Wasserburg Neu-Fürstenberg.

## Geschichte
Die Burg wurde im Jahre 1295 erstmals erwähnt. Gleichzeitig wird der erste Burgmann Hermann von Fürstenberg erwähnt, und damit erfolgte auch die erste urkundliche Nennung der heute noch blühenden Familie der Freiherren von Fürstenberg. Dieser Hermann stammte aus der Familie von Binolen (Hönnetal), nannte sich jedoch später nach seinem Amtssitz von Fürstenberg.
Die Burg war Gegenstand zahlreicher militärischer Aktionen:
- 1303/04 Zerstörung der Anlage durch Graf Everd von der Mark in seiner Fehde gegen Erzbischof Wigbold,
- 1307/09 Erzbischof Heinrich baut die Burg neu, am 8. Dezember 1309 ist er in der Burg und stellt zwei Urkunden aus,
- 1311 Graf Engelbert II. von der Mark zerstört die Burg,
- 1313 Bischof Heinrich baut die Burg neu,
- 1343/44 endgültige Zerstörung durch die verbündeten Grafen von Arnsberg und von der Mark.

Mitglieder der Familie von Fürstenberg sitzen in dieser Zeit als Burgmannen in Werl und bauen um 1365/70 die Burg Waterlappe, die bis 1633 Stammsitz der Familie war. Als im Jahre 1368 die Grafschaft Arnsberg dem Kölner Kurfürsten übertragen wurde, verlor die Grenzburg auf dem Fürstenberg ihre Bedeutung. Die nun kölnische Stadt Neheim übernahm in diesem Raum die Schutzfunktion gegen die Märker.

## Anlage
Noch heute sind im Wald auf dem Fürstenberg die mittelalterlichen ringförmigen Wälle zu sehen, die als Bodendenkmäler geschützt sind.
Es ist zwischen zwei Befestigungen zu unterscheiden:
a) die Oldenburg, eine große Wallanlage, in der sich die Kapelle befindet,
b) Richters Köpfchen, eine niedriger gelegene kleine mittelalterliche Steinburg.
Vereinzelte Ruinenreste der Steinburg „Richters Köpfchen“ sind noch zu erkennen. Die Kapelle auf der Spitze des Berges ist dort seit 1429 bezeugt.